# Јапански кухињски ножеви
Јапански кухињски ножеви су комбинација традиционалних ручних алата и модерне технологије у циљу постизања максималне снаге и оштрине самурајских мачева.

## Историја јапанских ножева
Историјски корени јапанских ножева долазе из XIV века, када су направили легендарне мачеве за самураје у граду Сакаи. Касније, већ средином 16.века, у истом граду су произведени први кухињски јапански ножеви за резање дувана.

## Особине јапанских кухињских ножева
Јапански кухињски нож има једнострану оштрицу, што сугерише да праве ножеве посебно за леву, посебно за десну руку. Употреба јапанских кухињских ножева левом руком захтева посебну вештину, али је резултат импресиван. Како би сачували врхунску оштрицу, Јапанци примењују посебну технику оштрења.

## Занимљиве чињенице о кухињским ножевима у Јапану
Јапанци кажу:„У ножу се налази душа и срце кувара.” Сваки професионални кувар мора да има сопствени нож.

### Јапански нож у рукама професионалца
Професионалци користе, у свом раду, око двадесет различитих типова ножева, али стандарди сет јапанских кухињских ножева се не разликује много од уобичајених европских.
Такви сетови укључују:
- нож за поврће с танком оштрицом
- ручица за велике рибе, месо
- мали нож за чишћење поврћа - плитко резање и пилинг
- нож за суши - плитко резање и пилинг[1]

## Спољашне везе
- https://www.ostarrub.com/nozevi